# Oenopota quadra
Oenopota quadra é uma espécie de gastrópode do gênero Oenopota, pertencente a família Mangeliidae.